# Beaver Creek (Cheyenne River)
Der Beaver Creek ist ein etwa 215 km langer, linker Nebenfluss des Cheyenne River in den US-Bundesstaaten Wyoming und South Dakota.

## Verlauf
Der Beaver Creek entspringt westlich der Black Hills im nördlichen Weston County, Wyoming, nordwestlich des Ortes Upton auf einer Höhe von rund 1360 m. Von dort fließt er durch das Thunder Basin National Grassland in südöstliche Richtung, unterquert den Wyoming Highway 116 und mäandriert durch die Great Plains westlich von Newcastle. Der Fluss unterquert den Wyoming Highway 450 und erhält mit Mush Creek, Oil Creek und South Beaver Creek einige größere Zuflüsse. Im weiteren Verlauf unterquert der Beaver Creek den U.S. Highway 85 und erhält mit dem ca. 123 km langen Stockade Beaver Creek von links seinen längsten Nebenfluss. Südwestlich von Dewey streift der Fluss sowohl das Niobrara County in Wyoming als auch das Custer County in South Dakota und mündet auf einer Höhe von 1087 m wenige Kilometer südlich der Siedlung Burdock im Fall River County auf einer Höhe von 1073 m in den Cheyenne River. Der Beaver Creek hält seine durchgehend südöstliche Fließrichtung bis zur Mündung bei.

## Hydrologie
Der Beaver Creek ist als Nebenfluss des Cheyenne Rivers Teil des Einzugsgebietes des Missouri, der sich über den Mississippi in den Golf von Mexiko entwässert. Das Einzugsgebiet des Beaver Creek grenzt an die Einzugsgebiete von Inyan Kara Creek und Redwater Creek im Nordosten, Rapid Creek und French Creek im Osten und Lodgepole Creek im Westen. Der Abfluss am Pegel südlich von Newcastle beträgt 0,88 m³/s, die größten Abflüsse finden sich in den Monaten März und Juni.

## Belege
1. 1 2 3 4  Beaver Creek. In: Geographic Names Information System. United States Geological Survey, United States Department of the Interior (englisch).
2. ↑  USGS 06394000 BEAVER CREEK NEAR NEWCASTLE, WY. Abgerufen am 4. September 2024.